# Edgar Külow

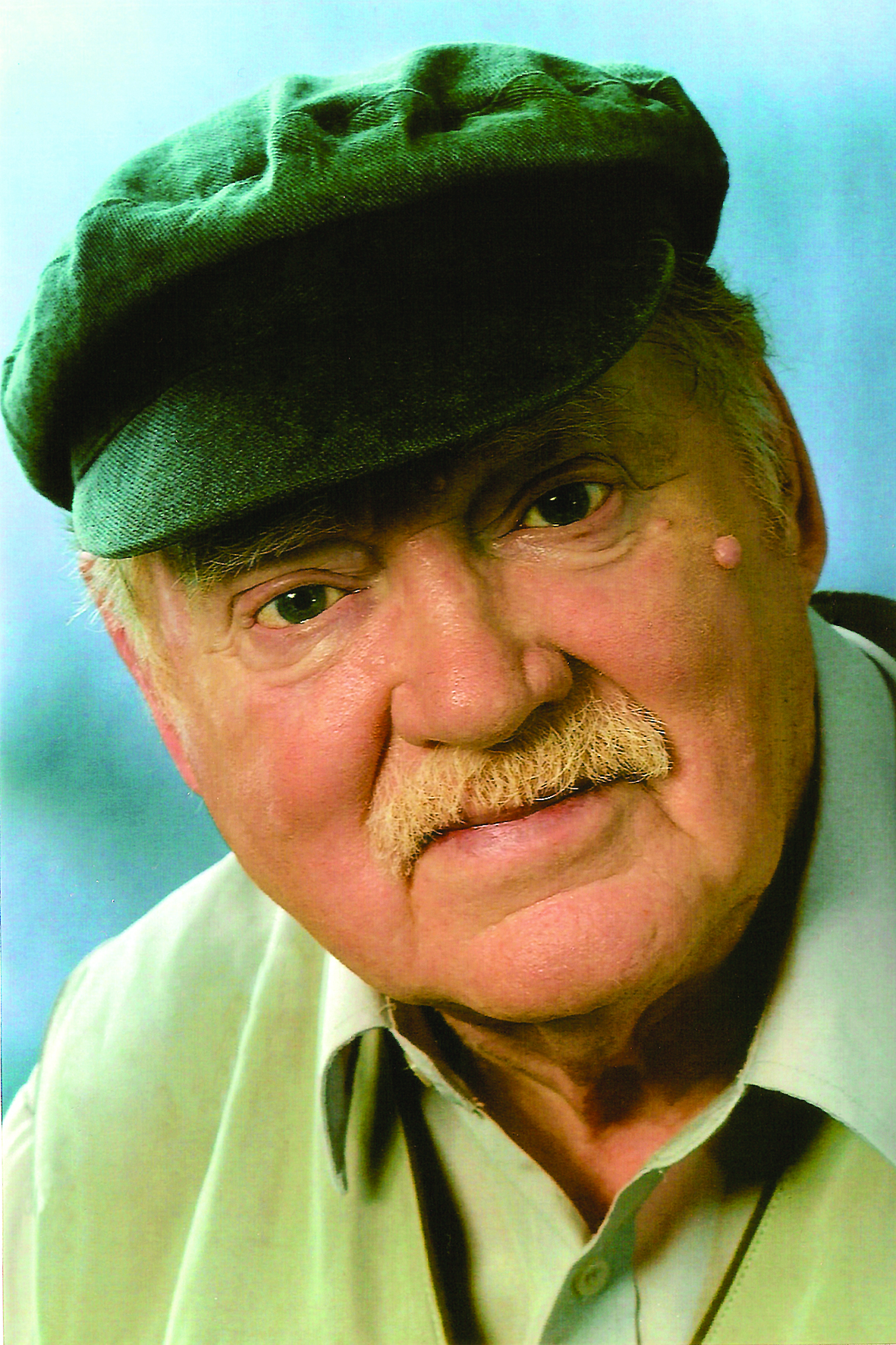
Offizielles Autogrammfoto Edgar Külow (1980er Jahre)

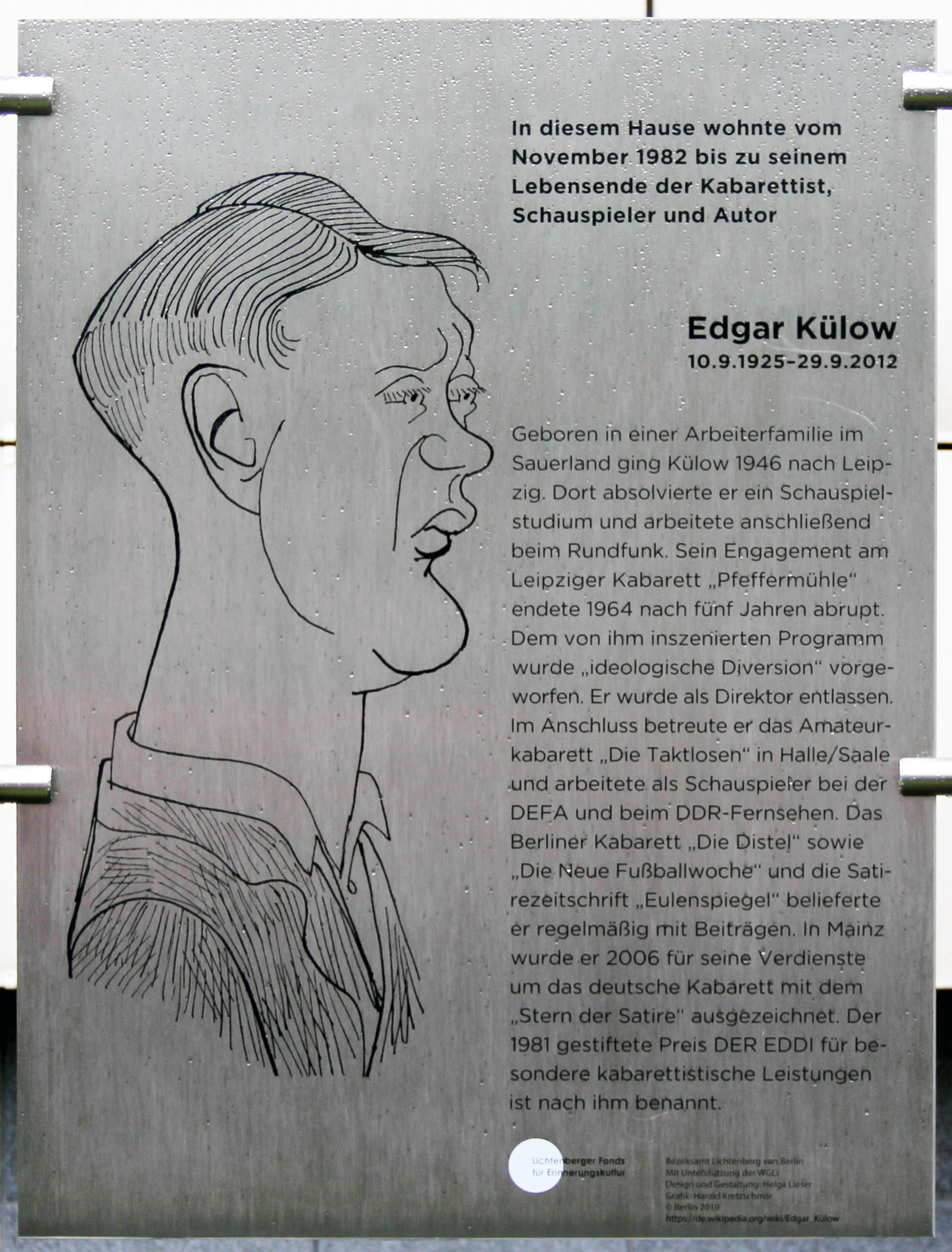
Gedenktafel vor seinem ehemaligen Wohnhaus, Bernhard-Bästlein-Straße 20, in Berlin-Fennpfuhl

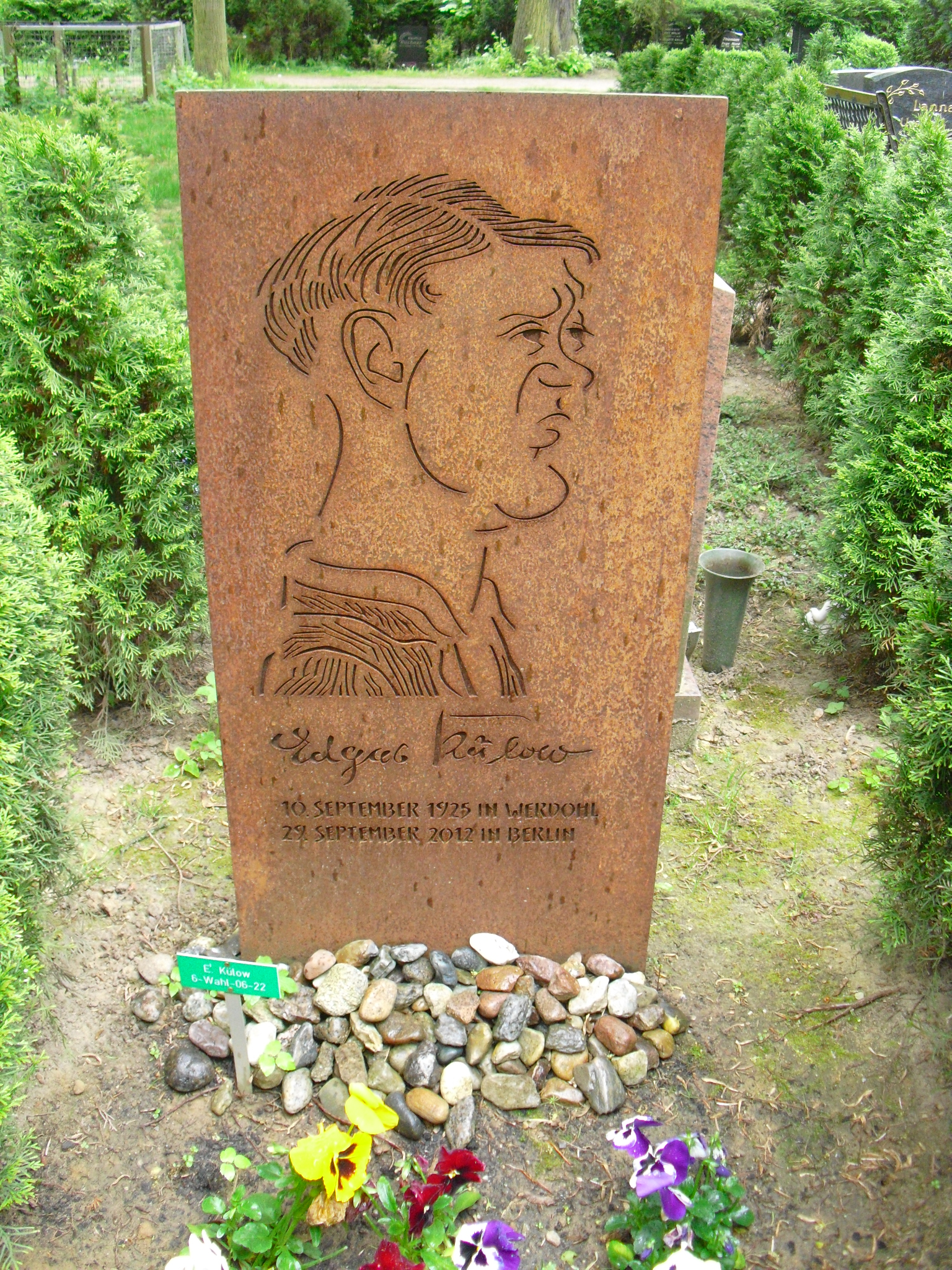
Grabdenkmal für Edgar Külow auf dem Auferstehungsfriedhof in Berlin

Edgar „Eddi“ Külow (* 10. September 1925 in Werdohl; † 29. September 2012 in Berlin) war ein deutscher Kabarettist, Regisseur, Schauspieler, Synchronsprecher und Autor.

## Leben
Edgar Eduard Külow wurde als Sohn des Tischlers und Arbeiters Eduard Külow und dessen Ehefrau, der Näherin Erna (geb. Koch) in Werdohl/Westfalen geboren. Die beengenden Lebensverhältnisse und der frühe Tod des Vaters 1932 überschatteten die Kindheit von Edgar Külow in erheblichen Maße. Sofort nach der Rückkehr aus kurzer britischer Kriegsgefangenschaft, in die der ehemalige Marinesoldat der Wehrmacht im April 1945 geriet, tritt Edgar Külow im Sommer 1945 der KPD bei. Dadurch gerät der Pädagogikstudent in Lüdenscheid im westlichen Teil Deutschlands in politische Schwierigkeiten, worauf er in die Sowjetische Besatzungszone wechselte.
In Leipzig absolvierte Edgar Külow von 1946 bis 1949 ein Schauspielstudium. Anschließend wurde er Rundfunksprecher beim Sender Leipzig des Mitteldeutschen Rundfunks. Bereits vor dem Aufstand des 17. Juni 1953 in Berlin und weiteren Städten der DDR begab sich Edgar Külow am 30. März 1953 zurück in seine alte Heimat des Sauerlandes und schlug sich dort mit Gelegenheitsarbeiten durch, bevor er im Mai 1957 nach Bernburg in den DDR-Bezirk Halle zurückkehrte. Nach seiner Rehabilitierung durch die SED durfte Edgar Külow zunächst kleine kulturelle Einrichtungen in Nienburg und Bernburg übernehmen, bevor er im Mai 1959 gemeinsam mit Helga Hahnemann beim Kabarett Leipziger Pfeffermühle engagiert wurde. 1963 übernahm er als Direktor die Leitung dieses Ensembles. Am 22. August 1964 wurde er aufgrund „ideologischer Diversion“ in dem noch vor der Premiere verbotenen Programm „Woll’n wir doch mal ehrlich sein“ entlassen.
Danach widmete Edgar Külow sich verstärkt als Autor, Darsteller und Regisseur dem 1963 in Halle (Saale) im Gefolge des „Bitterfelder Weges“ gegründeten Amateurkabaretts „Die Taktlosen“, deren erstes Programm „Eine kleine Nachtkritik“ am 12. Dezember 1963 im Klubhaus der Gewerkschaften Premiere hatte. Auf Betreiben des damaligen Ersten Sekretärs der SED-Bezirksleitung, Horst Sindermann, erhielt Edgar Külow für seine künstlerischen Leistungen als Kabarettist und Regisseur des Ensembles 1969 den Händelpreis des Bezirkes Halle.
Bereits in den sechziger Jahren wurde Edgar Külow auch erfolgreiches Ensemblemitglied und Texter der Serie Tele-BZ (bis 1971) des Deutschen Fernsehfunks sowie Kabarettist der DEFA-Produktion „Das Stacheltier“, einer humoresken Wochenschau, die in den Kinos der DDR zum Einsatz kam. Darüber hinaus begann für den bekennenden Fußballfan (sein Lieblingsverein damals: BSG Chemie Leipzig) Edgar Külow eine rege Tätigkeit als Kolumnist für die Sportzeitungen „Die neue Fußballwoche (FUWO)“ und die Tageszeitung „Deutsches Sportecho“. Auch für die einzige Satirezeitschrift der DDR, das seit 1954 im Eulenspiegel-Verlag erscheinende Magazin Eulenspiegel, („Eule“) wurde Edgar Külow nun regelmäßiger Hausautor.
Mit der Gründung eines 2. Fernsehprogramms des Fernsehens der DDR im Jahr 1969 und dem gestiegenen Bedarf an fiktionalen künstlerischen Produktionen wurde Edgar Külow im selben Jahr Mitglied des neu gegründeten TV-Schauspielerensembles, wofür er mit seiner Familie von Leipzig nach Berlin wechselte.
Neben den nun folgenden Auftritten als Schauspieler für das DDR-Fernsehen und die DEFA hielt Edgar Külow aber auch in Berlin dem Genre Kabarett fest die Treue: Neben zahlreichen satirischen Soloprogrammen, mit denen er durch Betriebe und Kultureinrichtungen der DDR tourte, arbeitete er zunächst seit 1972 als Texter und Darsteller („Mir nach Medaillen“) im Berliner Kabarett Die Distel, bevor er an diesem Hause ab 1975 („Alles Rummel“) auch viele Programme selbst als Regisseur in Szene setzte. Besonders beliebt beim Publikum und den staatlichen Behörden suspekt waren die so genannten DISTEL-Autorenabende, bei denen Edgar Külow 1975 bis 1978 als „Versammlungsleiter“ mit Kollegen wie u. a. Jürgen Klammer, Ernst Röhl, Heinz Kahlow, Heinz Lyschik und Peter Ensikat agierte.
Am 5. Oktober 2006 wurde Edgar Külow mit einem Stern der Satire (Walk of Fame des Kabaretts) ausgezeichnet. Die vom Deutschen Kabarettarchiv in Mainz verliehene Auszeichnung wurde gemeinsam an diesem Tag auch an Dietrich Kittner überreicht.
Er veröffentlichte einige Bücher: 1964 mit Helmut Schreiber Schelm von Schilda, 1996 Koslowski in Weimar: Ruhrpott-Willi erobert den Osten, im Jahr 2000 Koslowski im Bundestag u. a. Külow war zudem Kolumnist der Jungen Welt. Ferner schrieb er regelmäßig auf der Website des Berliner Fußballvereins VfB Einheit zu Pankow.
Bei der Bundestagswahl 2009 rief Külow öffentlich zur Wahl der Partei Die Linke auf.
Edgar Külow verstarb am 29. September 2012 im Berliner Oskar-Ziethen-Krankenhaus, wo er inneren Verletzungen infolge eines schweren Sturzes erlag. Beigesetzt wurde Edgar Külow am 13. Oktober 2012 auf dem evangelischen Auferstehungsfriedhof in Berlin-Weißensee.
Der künstlerische Nachlass wurde im Dezember 2016 durch die Familie an das Deutsche Rundfunkarchiv (DRA) übergeben.
Am 2. Oktober 2019 wurde vor seinem ehemaligen Wohnort, Berlin-Fennpfuhl, Bernhard-Bästlein-Straße 20, eine Gedenktafel enthüllt.

## DER EDDI
Auf Initiative von Heinz Behling und mit Einverständnis und tatkräftiger Unterstützung von Edgar Külow wurde seit 1981 der Preis DER EDDI verliehen. Erster Preisträger war am Freitag, dem 13. (!) November 1981 Edgar Külow selbst. Die seinerzeitige Philosophie der Verleihung des EDDI bestand in der Ehrung von so genannten „Nichtwürdenpreisträgern“ in der DDR, d. h. Künstlern aller Genres, die von großen staatlichen und politischen Auszeichnungen „vorsätzlich“ verschont blieben. Dieser Preis wurde bis 1988 verliehen.
Die Neuauflage der Preisverleihung des EDDI ab 2013 folgt dem kabarettistischen und schriftstellerisch-satirischen Lebenswerk des Namensgebers und wird durch eine neu geschaffene Statuette der Bildhauerin Esther Brockhaus sowie ein Preisgeld ergänzt. Preisträger sind Künstler, die sich kritisch-satirisch mit der Gesellschaft auseinandersetzen.

## Filmografie
- 1963: Träume sind Schäume (Das Stacheltier)
- 1964: Liebe braucht kein PS (Das Stacheltier)
- 1965: Ohne Paß in fremden Betten
- 1967: Hochzeitsnacht im Regen
- 1969: Der Weihnachtsmann heißt Willi
- 1970: Schüsse unterm Galgen
- 1972: Die Legende von Paul und Paula
- 1972: Polizeiruf 110: Das Ende einer Mondscheinfahrt (Fernsehreihe)
- 1972: Das unsichtbare Visier (Folge: Das Nest im Urwald)
- 1974: Kit & Co
- 1974: Die Frauen der Wardins (Fernseh-Dreiteiler)
- 1975: Mein lieber Mann und ich (Fernsehfilm)
- 1975: Schwester Agnes
- 1975: Bin ich Moses?
- 1976: Liebesfallen
- 1976: Aschenbrödel
- 1978–1979: Rentner haben niemals Zeit (Fernsehserie)
- 1979–1987: Der Staatsanwalt hat das Wort (Fernsehserie)
- 1981: Die Gäste der Mathilde Lautenschläger
- 1983: Mensch, Oma!
- 1983: Schauspielereien (Fernsehserie)
- 1983: Märkische Chronik
- 1985: Ab heute erwachsen
- 1985: Die dritte Frau (Fernseh-Zweiteiler)
- 1985: Die Gänse von Bützow
- 1985: Polizeiruf 110: Verführung
- 1986: Das Gesellenstück (TV)
- 1986: Ein Wigwam für die Störche (Fernsehfilm)
- 1987: Mensch, mein Papa …!
- 1987: Fridolin (Fernsehserie)
- 1987: Polizeiruf 110: Im Kreis
- 1988: Bereitschaft Dr. Federau (Fernsehserie)
- 1988: Polizeiruf 110: Ihr faßt mich nie!
- 1988: Zwei schräge Vögel
- 1989: Späte Ankunft (Fernseh-Zweiteiler)
- 1989: Die Sprungdeckeluhr
- 1989: Die ehrbaren Fünf (Fernsehfilm)
- 1990: Polizeiruf 110: Allianz für Knete
- 1991: Heute sterben immer nur die andern
- 1991: Agentur Herz (Folge: Doppelbluff)
- 1992–1997: Die Gespenster von Flatterfels
- 1994: Polizeiruf 110: Totes Gleis
- 1998: Salto Kommunale (Folge: Stankoweit probt den Aufstand)
- 1999: Heimatgeschichten (Folge: Annahme verweigert)
- 2002: Kleeblatt küsst Kaktus

## Hörspiele
- 1984: Bertolt Brecht: Furcht und Elend des Dritten Reiches – Regie: Achim Scholz (Hörspiel – Rundfunk der DDR)

## Schriften
- Koslowski macht das Licht aus, Eulenspiegel Verlag, Berlin 2006, ISBN 978-3-359-01658-8
- Himmeldonnerwetter. Edgar Külow über Gott und die Welt, Eulenspiegel Verlag, Berlin 2010, ISBN 978-3-359-02295-4
- Poesie-Al-Bumm, Eulenspiegel Verlag, Berlin 2013, ISBN 978-3-359-02380-7